# 王玮 (清朝)
王瑋（?—?），甘肅省蘭州府皋蘭縣人，清朝政治人物、同進士出身。

## 生平
光緒二十年（1894年），参加光緒甲午科殿試，登進士三甲130名。同年五月，授内阁中书。